# Maria Teresa af Spanien
Maria Teresa Antonia Rafaela af Spanien (11. juni 1726 i Madrid, Spanien - 22. juli 1746 i Versailles, Frankrig) spansk infanta, var fransk kronprinsesse, gift 1745 med kronprins Ludvig af Frankrig i hans først giftermål. Hun kaldtes i Frankrig for Marie Thérèse Raphaëlle d'Espagne. Maria Teresa var datter af kong Filip 5. af Spanien og Elisabet Farnese.
Hun døde i forbindelse med komplikationer ved deres datters fødsel. Datteren, Marie Thérèse, døde også som lille barn.